# Alexlutheria acrosiphoniae
Alexlutheria acrosiphoniae är en plattmaskart som beskrevs av Tor Karling 1956. Alexlutheria acrosiphoniae ingår i släktet Alexlutheria, och familjen Dalyelliidae. Arten är reproducerande i Sverige.